# 恩利斯贝格
恩利斯贝格（德語：Englisberg）是瑞士伯恩州的一个村庄和旧市镇，截至2000年总人口为214人。2004年1月1日，恩利斯贝格与市镇齊美爾瓦爾德合并为市镇瓦爾德。
瑞士前冰球运动员马克·施特赖特出生及长大于恩利斯贝格。